# グエン・クエット
グエン・クエット（ベトナム語: Nguyễn Quyết / 阮決, 1922年8月20日 - 2024年12月23日）は、ベトナムの革命家、軍人、政治家。ベトナム共産党中央委員、書記局書記。最終階級は大将。
1945年の八月革命に参加し、ベトナム戦争中は政治委員として各軍区を指導した。ベトナム人民軍政治総局主任、党中央軍事委員会常務委員、国家評議会副議長を歴任。

## 経歴
クエットは1922年、フンイエン省キムドン県チンギア社ズオンフー村に生まれた。実名はグエン・ティエン・ヴァン (Nguyễn Tiến Văn) 。彼は10人兄弟の末子であった。

### 革命運動への参加
小学校を卒業後、15歳でハノイに上京して働くとともに、革命活動に参加し始めた。1939年、インドシナ共産党より、フンイエンにおいて反帝国主義運動を立ち上げる任務を与えられる。1940年初めに共産党に入党。1941年末にはフンイエン南部における反帝国主義運動の指導部に参加した。1943年、フンイエン省省委員に任命。
1944年、ハノイにおける反帝国主義運動を建設する幹事委員会に参加し、ハノイ市市委員となった。1945年、ハノイ市委員会書記、ハノイ革命軍事委員会委員となり、ハノイにおいて政権を奪取した蜂起指導部に参加した。

### 軍政治工作
1945年9月から1946年12月まで、クエットはハノイ軍事委員会政治委員、第2支隊政治員、第1支隊政治員、ベトナム南部抗戦委員会の主力である第31大団政治員の各職を歴任した。
1947年1月から1948年5月までは、第5軍区軍区委、クアンダ戦線政委、クアンナム＝ダナン連省連省抗戦委員会軍事委員の各職を歴任。
1948年6月から1951年5月、第108連隊政委、その後間もなく第803連隊政委となった。
1951年6月から1952年6月、彼は政治総局における学習のために派遣された。
1953年から1954年まで、彼は第5区に戻り、第5軍区委員、第5軍区政治官房長、第5連区候補委員を務めた。
北部への集結後、1954年12月から1955年10月まで、彼は第305師団政委を務めた。
1955年11月より左岸軍区臨時政委。1957年6月6日に同副政委に任命され、それから間もなく政委、軍区委員会書記となる。
1964年から1967年、第3軍区の副政委、政委、軍区委員会副書記の各職務を歴任。
1968年にはB8区政委、B8区党委員会書記、チティエン軍区副政委、チティエン区委員会常務委員を務めた。
1969年から1976年、再びタガン軍区政委および軍区委員会書記の職に就き、それから間もなく軍事学院に所属し、党委員会政委兼書記に就任した。1974年に少将に任命。

### ベトナム戦争後
1976年12月、第4回ベトナム労働党大会（同大会で共産党に改名）において党中央委員に選出される。
1977年から1986年、第3軍区に復帰し、軍区司令兼政委、軍区委員会書記を務めた。また、1977年から1991年、中央軍事党委員会常務委員を務める。1980年に中将に昇格。
1982年3月、第5回党大会において党中央委員に再選出。1984年12月、上将に昇格。
1986年4月から1987年11月、政治総局副主任の職を務めた。
1986年12月、第6回党大会で党中央委員および党書記局書記に選出される。
1987年2月16日、チュー・フイ・マンの後任でベトナム人民軍政治総局主任に任命された。また同年、中央軍事党委員会委員に任命され、1991年まで務めた。同年6月、第8期国会第1回会議において国家評議会副議長に選出され、1992年まで務めた
1990年に大将に昇格。
1992年に引退した。
2022年8月に100歳を迎えた。
2024年12月23日夜、老衰によりハノイの108中央軍事病院で死去。102歳没。

## 栄典
2007年、ベトナム国家より金星勲章を授与。さらに、下記を授与された：
- ホーチミン勲章
- 軍功勲章（一等、三等）
- 一等戦功勲章
- 一等戦勝勲章
- 一等抗戦勲章
- 一等対米救国抗戦勲章
- 栄光戦士勲章（一等、二等、三等）
- 必勝軍旗徽章

及び、その他多くの勲章。